# Gendarmenmarkt
Gendarmenmarkt (pol. Rynek Żandarmerii lub Plac Żandarmerii) – plac położony w historycznym centrum Berlina. Uchodzi za najpiękniejszy plac w tym mieście. Pośrodku placu stoi Schauspielhaus (zwany również Konzerthaus), po stronie południowej Katedra Niemiecka (niem. Deutscher Dom), a po północnej Katedra Francuska (niem. Französischer Dom).

## Położenie
Plac, mający powierzchnię 3,3 ha znajduje się w historycznej dzielnicy Friedrichstadt i administracyjnej Mitte. Wyznaczany jest przez ulice: Französische Straße od północy, Charlottenstraße od zachodu, Mohrenstraße od południa i Markgrafenstraße od wschodu. Przez plac przebiegają również Jägerstraße i Taubenstraße, które biegną przez plac jako strefy pieszych.

## Historia

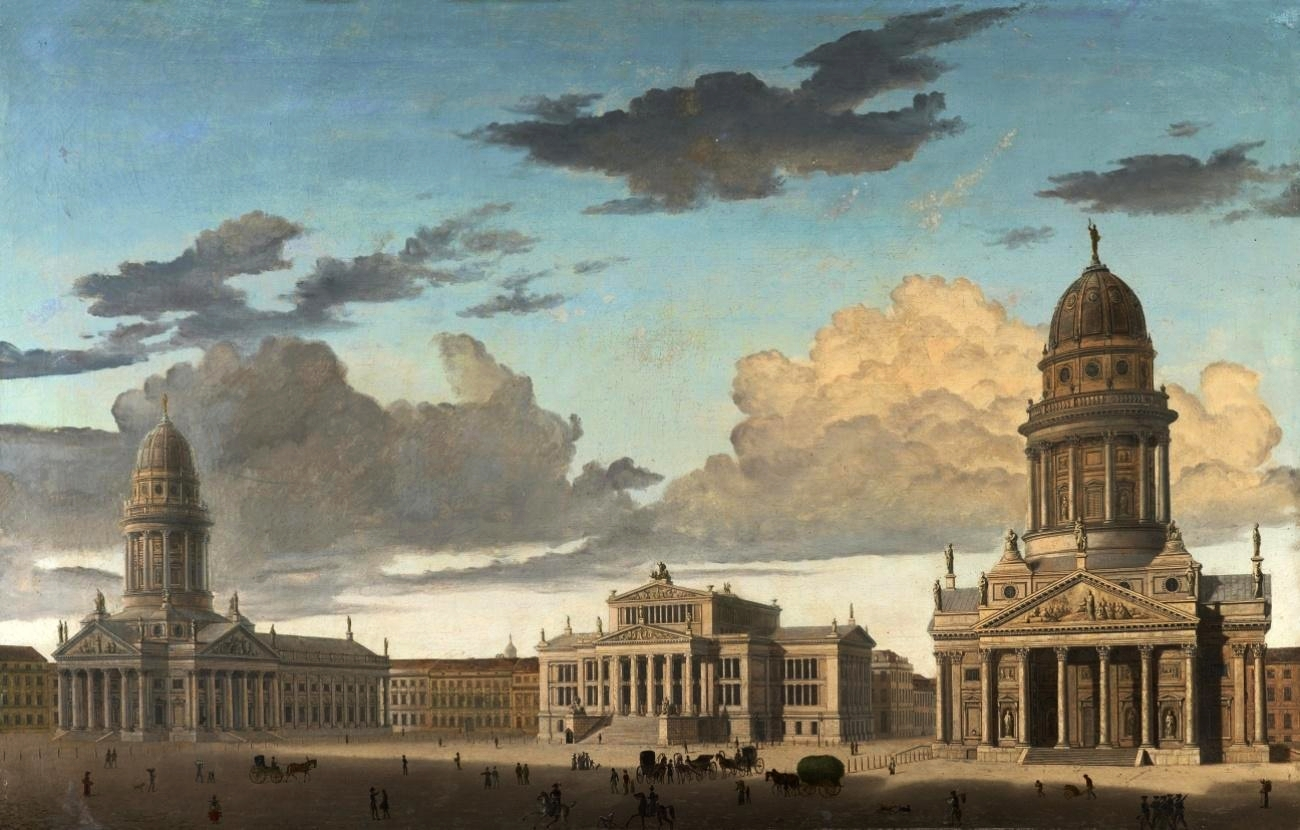
Gendarmenmarkt na akwareli Carla Hasenpfluga z 1822 roku

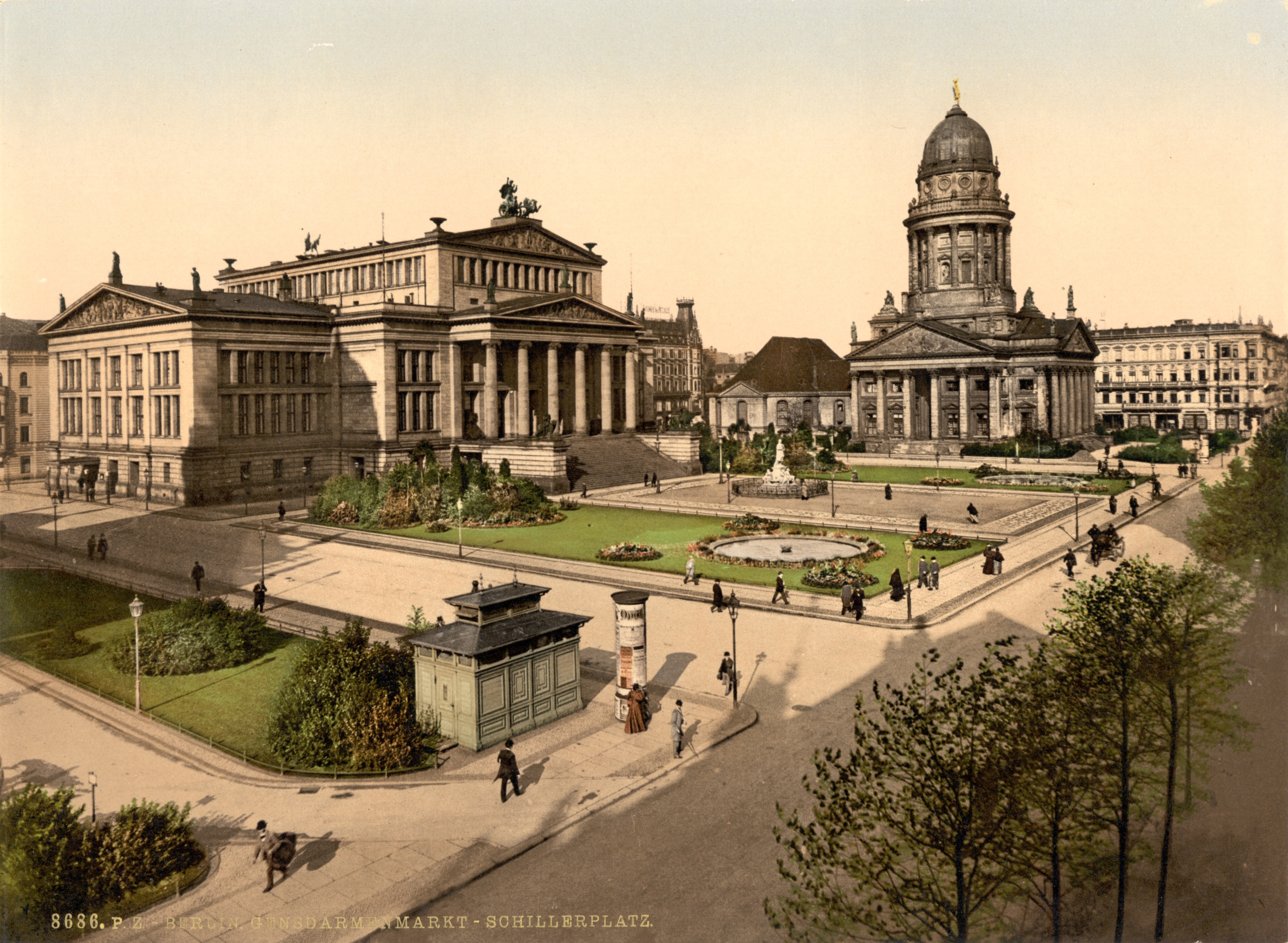
Gendarmenmarkt około 1900 roku

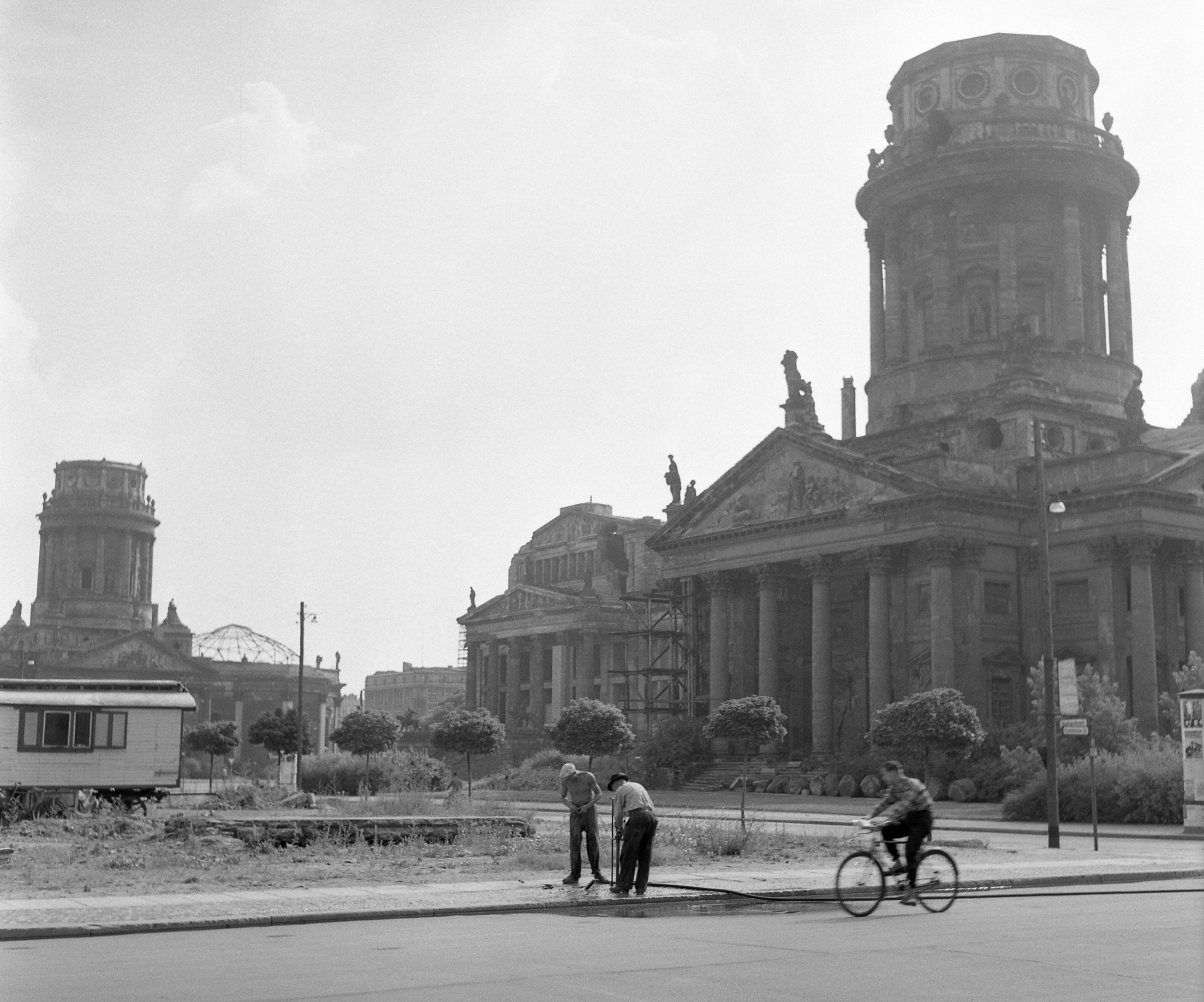
Gendarmenmarkt w 1957 roku

Plac został założony w 1688 roku za rządów elektora brandenburskiego Fryderyka III, późniejszego pierwszego króla Prus, jako główny rynek we Friedrichstadt. Plac powstał jako Esplanade według planów Johanna Arnolda Neringa, później nazywał się Lindenmarkt, Friedrichstädtischer Markt i Neuer Markt.
W latach 1736–1782 plac był użytkowany przez regiment wojskowy kirasjerów gens d’arms – funkcjonowały na nim posterunki oraz stajnie. Obecność żandarmerii przyczyniła się do nadania miejscu w 1799 roku nowej nazwy – Gendarmenmarkt. W 1773 roku Fryderyk II Wielki nakazał zburzenie stajni.
W latach 1701–1705 powstała Katedra Francuska (niem. Französische Friedrichstadtkirche), a w latach 1701–1708 naprzeciwko wzniesiono Katedrę Niemiecką. W 1776 roku pomiędzy kościołami otwarto mały teatr komediowy wzniesiony według planów Johanna Boumana, który w 1787 roku przemianowano na Teatr Narodowy.
Po 1777 roku plac zabudowano według planów Georga Christiana Ungera. W latach 1780–1785 gmachy Katedry Francuskiej i Katedry Niemieckiej przebudowano według planów Karla von Gontarda, który dodał wieże z kopułami i portyki. Budowle te nigdy nie pełniły funkcji sakralnych – niemiecka nazwa Dom (pol. „katedra”) nawiązuje do formy architektonicznej z wieżami i kopułą (fr. „dôme”).
W 1802 roku w miejscu gmachu teatralnego Boumanna otwarto nowy Teatr Narodowy (niem. Nationaltheater) zbudowany według planów Carla Gottharda Langhansa. Teatr Langhansa mógł pomieścić 2000 widzów, jednak z powodu podłużnego kształtu widowni akustyka była niezbyt dobrej jakości i widzowie nie słyszeli dobrze aktorów. Z uwagi na niezbyt atrakcyjną bryłę teatr często nazywany był „kufrem”. Gmach Langhansa strawił pożar w 1817 roku, a projektem nowego teatru, o lepszych parametrach akustycznych zajął się Karl Friedrich Schinkel. Nowy Schauspielhaus według projektu Schinkla został oddany do użytku w 1821 roku. 10 listopada 1859 roku, w 100. rocznicę urodzin poety rozpoczęła się przed gmachem budowa pomnika Friedricha Schillera. W 1871 roku zaprojektowany przez Reinholda Begasa pomnik został odsłonięty. W latach 1871–1936 część placu przed pomnikiem była nazywana Schillerplatz.
W 1936 roku pomnik wraz z terenami zielonymi na placu został usunięty przez władze nazistowskie. Plac pokryto wtedy wielkopowierzchniowymi, kwadratowymi płytami. Takie działanie, poza Gendarmenmarkt zrealizowane również na berlińskich placach Lustgarten i Wilhelmplatz miało na celu zapewnienie terenów do urządzania uroczystości propagandowych.
Plac został mocno zniszczony podczas II wojny światowej. W 1946 roku na zrujnowanym po wojnie placu wystąpił Chór Aleksandrowa. W 1950 roku, z okazji obchodów 250. rocznicy istnienia Berlińsko-Brandenburskiej Akademii Nauk przemianowano go na Platz der Akademie (pol. „Plac Akademii”). W tym samym roku w położonej przy ulicy Markgrafenstraße 38 dawnej siedzibie Pruskiego Banku Państwowego (budynek z 1901 roku, zaprojektowany przez Paula Kieschkego) ulokowana została założona w 1946 roku Akademia Nauk NRD. W 1976 roku berliński magistrat zlecił przebudowę placu na intelektualno-kulturalne centrum. W 1991 roku placowi przywrócono nazwę Gendarmenmarkt.

## Zabytki

### Katedra Francuska
Katedra Francuska (niem. Französische Friedrichstadtkirche) została zbudowana w latach 1701–1705 według planów Jeana Cayarta i Abrahama Quesnaya przez wspólnotę hugenotów, którzy po ucieczce z Francji osiedlili się w Berlinie. Świątynię w stylu neoklasycystycznym wzorowano na zniszczonym kościele hugenotów w Saint-Maurice we Francji. Podczas II wojny światowej kościół został zniszczony – ostały się jedynie mury zewnętrzne. Odbudowę kościoła rozpoczęto w 1978 roku, a jego całkowita rekonstrukcja nastąpiła w latach 1981–1987. Obecnie mieści się tu muzeum Hugenotów, restauracja, a na wieży platforma widokowa.

### Katedra Niemiecka
W latach 1701–1708 naprzeciwko Katedry Francuskiej wzniesiono Katedrę Niemiecką według projektu Martina Grünberga w stylu barokowym. 80 lat później kościół został zburzony i odbudowany w stylu neobarokowym. W latach 1780–1785 Karl von Gontard przebudował budynek, dodając wieżę z kopułą. Katedra została całkowicie zniszczona przez pożar w 1943 roku. Po zjednoczeniu Niemiec kościół został odbudowany w 1993 roku i ponownie otwarty w 1996 roku jako siedziba muzeum niemieckiej historii politycznej.

### Schauspielhaus
Schauspielhaus wzniesiono w 1821 roku w miejscu spalonego w 1817 roku Teatru Narodowego (niem. Nationaltheater) Carla Gottharda Langhansa. Nowy teatr powstał według projektu Karla Friedricha Schinkla. Teatr został zniszczony podczas II wojny światowej, a jego odbudowa rozpoczęła się w 1979 roku. Teatr otwarto ponownie jako dom koncertowy w 1984 roku, a w 1994 roku oficjalnie nazwano Konzerthaus.

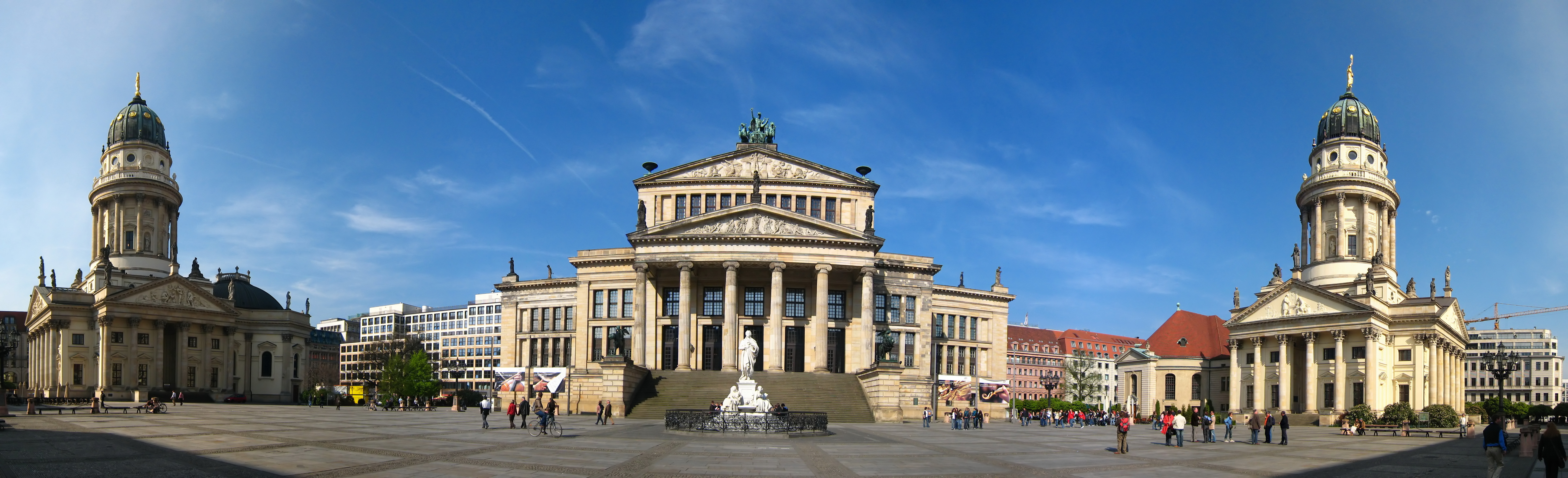
Panorama Gendarmenmarkt w 2008 roku; pośrodku Schauspielhaus, po lewej stronie Katedra Niemiecka, po prawej Katedra Francuska

Katedra Niemiecka
Katedra Francuska
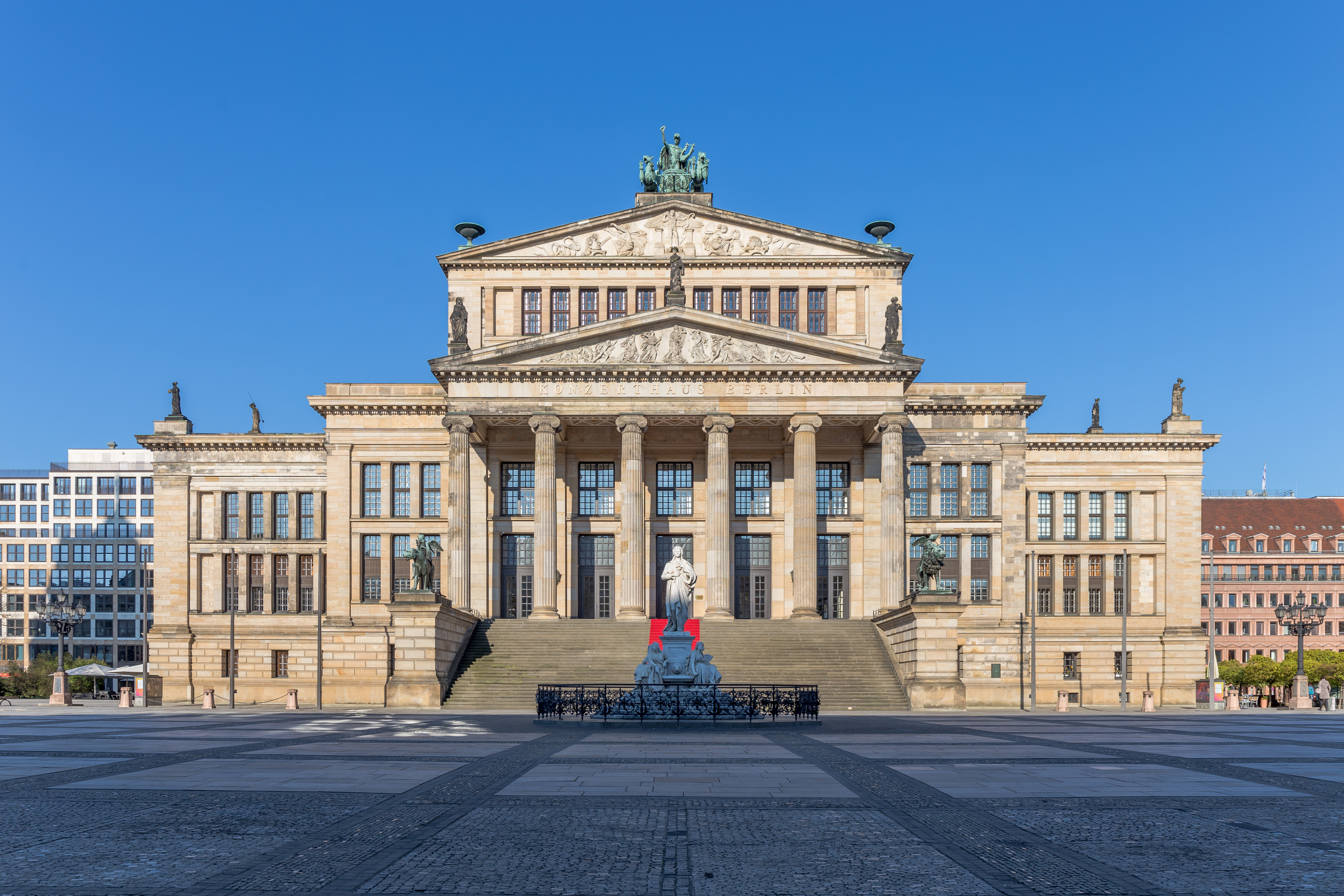
Schauspielhaus (Konzerthaus)
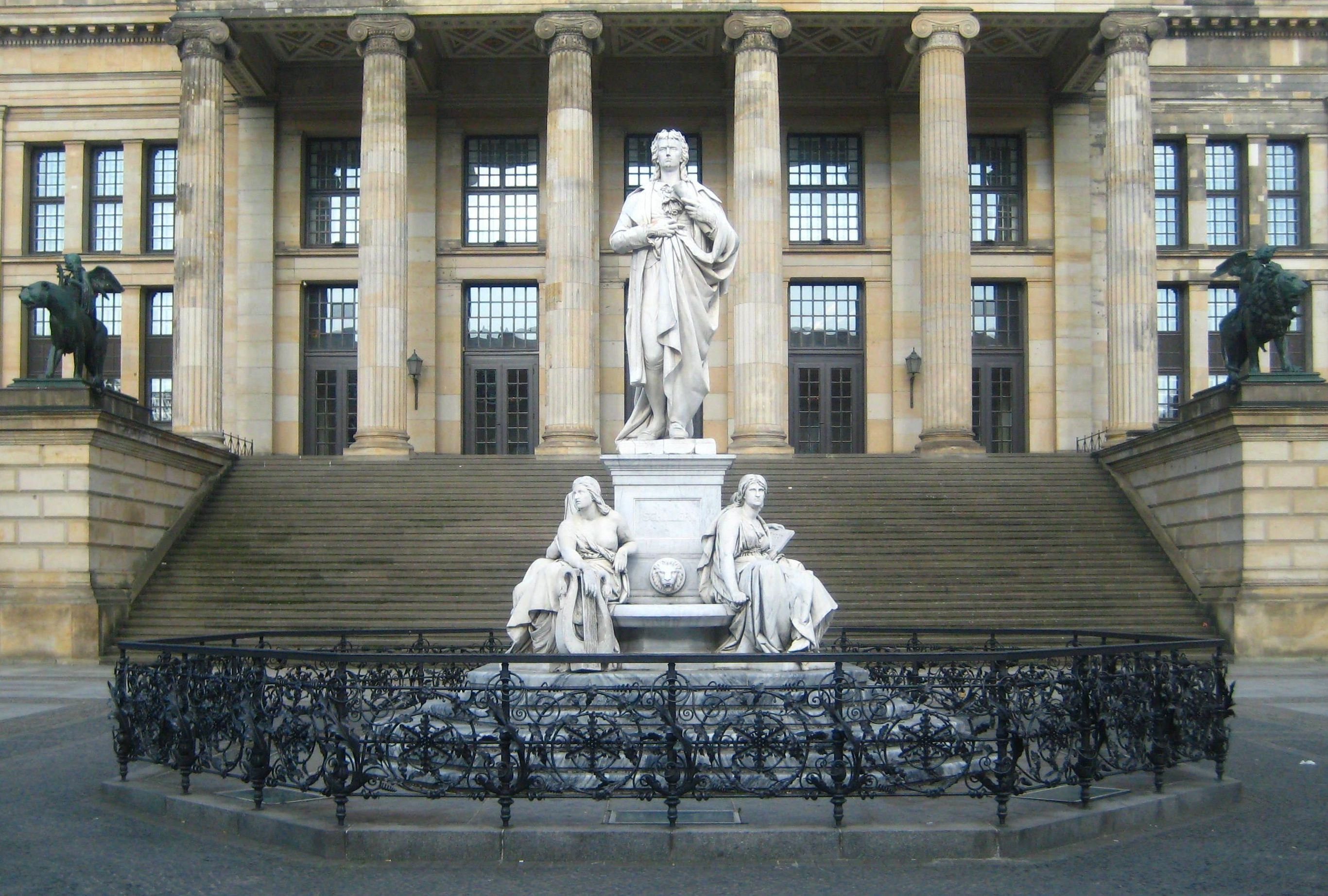
Pomnik Friedricha Schillera